# L'Homme et l'Idole de bois
L'Homme et l'Idole de bois est la huitième fable du livre IV des Fables de Jean de La Fontaine, situé dans le premier recueil des Fables de La Fontaine, édité pour la première fois en 1668.
Certain païen chez lui gardait un dieu de bois,

De ces dieux qui sont sourds, bien qu'ayant des oreilles .

Le païen cependant s'en promettait merveilles.

            Il lui coûtait autant que trois :

            Ce n'étaient que vœux et qu'offrandes,

Sacrifices de bœufs couronnés de guirlandes.

            Jamais idole, quel qu'il fût,

            N'avait eu cuisine si grasse,

Sans que pour tout ce culte à son hôte il échût

Succession, trésor, gain au jeu, nulle grâce.

Bien plus, si pour un sou d'orage en quelque endroit

            S'amassait d'une ou d'autre sorte,

L'homme en avait sa part, et sa bourse en souffrait :

La pitance du dieu n'en était pas moins forte.

A la fin, se fâchant de n'en obtenir rien,

Il vous prend un levier, met en pièces l'idole,

Le trouve rempli d'or. «Quand je t'ai fait du bien,

M'as-tu valu, dit-il, seulement une obole ?

Va, sors de mon logis, cherche d'autres autels.

            Tu ressembles aux naturels

            Malheureux, grossiers et stupides ;

On n'en peut rien tirer qu'avecque le bâton.

Plus je te remplissais , plus mes mains étaient vides:

            J'ai bien fait de changer de ton.»
— Jean de La Fontaine, Fables de La Fontaine, L'Homme et l'Idole de bois